# 包建民
包建民，中国应用化学家，天津大学教授，发明了电介质下微量酶分析技术、高效微管电泳等技术。任中华人民共和国教育部第五批"长江学者"特聘教授，曾就读于普渡大学。